# Gisle Børge Styve
Gisle Børge Styve (20. februar 1970 i Førde) er en norsk pianist og vokalist. Han er mest kendt for sin medvirkning i underholdningsprogrammet Beat for beat, hvor han fra 1999 til 2015 har været en af pianisterne sammen med Trond Nagell Dahl. Han er uddannet ved Norges musikhøjskole på jazzpiano, men han lærte tidligere også klassisk violin i nogle år. Sammen med Helge Harstad og Per Willy Aaserud udgjorde han Gisle Børge Styve Trio.

## Diskografi
- 2002: Styves Ark